# عبدالقادر کایالی
عبدالقادر کایالی (انگلیسی: Abdülkadir Kayalı؛ زادهٔ ۳۰ ژانویهٔ ۱۹۹۱) بازیکن فوتبال اهل ترکیه است.
از باشگاه‌هایی که در آن بازی کرده‌است می‌توان به باشگاه فوتبال غازی عینتاب‌اسپور، باشگاه فوتبال استانبول باشاک‌شهر، باشگاه فوتبال آنکاراگوچو، باشگاه ورزشی بولوسپور، باشگاه فوتبال فنرباغچه، و باشگاه فوتبال اردواسپور اشاره کرد.
وی همچنین در تیم‌های ملی فوتبال جوانان ترکیه، جوانان ترکیه، Turkey national under-17 football team، جوانان ترکیه، Turkey national under-19 football team، زیر ۲۰ سال ترکیه، زیر ۲۱ سال ترکیه، و Turkey national football B team بازی کرده‌است.